# (36198) 1999 TF92
1999 TF92 (asteroide 36198) é um asteroide da cintura principal. Possui uma excentricidade de 0.03982550 e uma inclinação de 10.52580º.
Este asteroide foi descoberto no dia 2 de outubro de 1999 por LINEAR em Socorro.